# 卡斯泰勒阿穆鲁堡
卡斯泰勒阿穆鲁堡（法語：Labastide-Castel-Amouroux，法語發音：[labastid kastɛl amuʁu]）是法国洛特-加龙省的一个市镇，属于马尔芒德区。

## 地理
卡斯泰勒阿穆鲁堡（44°20'23"N, 0°7'31"E）面积11.95 平方千米，位于法国新阿基坦大区洛特-加龍省，该省份为法国西南部内陆省份，北起多爾多涅省，西接吉倫特省和朗德省，南至热尔省，东临塔恩-加龙省和洛特省。
与卡斯泰勒阿穆鲁堡接壤的市镇（或旧市镇、城区）包括：圣热姆-马尔塔亚克、卡斯泰尔雅卢、格雷泽-卡瓦尼昂、莱里茨-蒙卡桑、普西尼亚克。
卡斯泰勒阿穆鲁堡的时区为UTC+01:00、UTC+02:00（夏令时）。

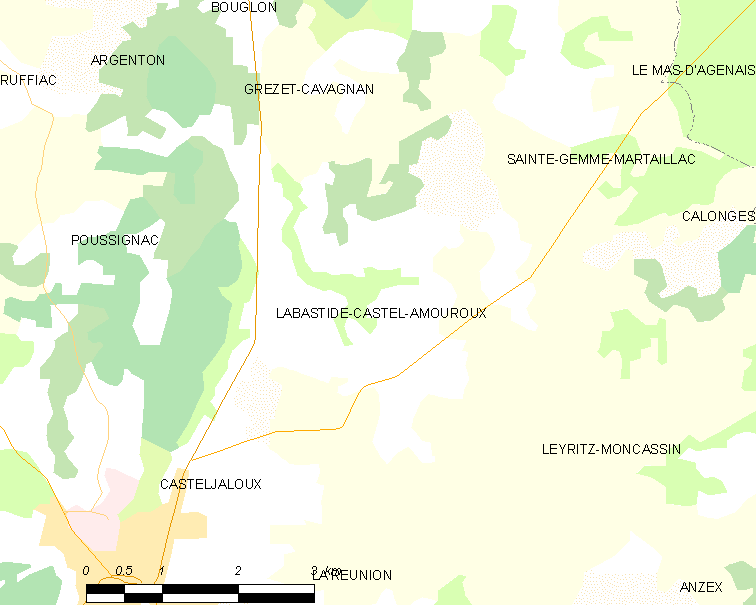
卡斯泰勒阿穆鲁堡的OSM定位图

## 行政
卡斯泰勒阿穆鲁堡的邮政编码为47250，INSEE市镇编码为47121。

## 政治
卡斯泰勒阿穆鲁堡所属的省级选区为加斯科涅森林县。

## 人口

1962-2008年间卡斯泰勒阿穆鲁堡人口变化图示

卡斯泰勒阿穆鲁堡于2022年1月1日时的人口数量为317人。